# Attaques de 2023-2024 de l'oblast de Belgorod et de l'oblast de Koursk
Invasion de l'Ukraine par la Russie de 2022
Attaques de 2022-2023 dans l'ouest de la Russie
Batailles
Offensive de Kiev (Jytomyr, Kiev) : 
- 1re Hostomel
- Tchernobyl
- Ivankiv
- Kiev
- 2e Hostomel
- Vassylkiv
- Boutcha
- Irpin
  - Bombardement de réfugiés
- Jytomyr
- Mochtchoun
- Makariv
- Brovary

Offensive du Nord (Tchernihiv, Soumy) :
- Hloukhiv
- Slavoutytch
- Bombardements
- Soumy
- Trostianets
- Tchernihiv
- Okhtyrka
- Lebedyn
- Konotop
- Romny
- Desna
- Escarmouches frontalières

Russie  (Briansk, Belgorod) :
- Incursions en Russie occidentale
  - Oblast de Briansk
  - Oblasts de Belgorod et de Koursk
    - Incursions de 2024

  - Bombardement de Belgorod
- Oblast de Koursk (août 2024)

Campagne de l'Est (Donetsk, Louhansk, Kharkiv)
Kharkiv :
- 1re Kharkiv
  - Tchouhouïv
  - Bombardements : en février
  - en mars
  - en avril
  - du bâtiment administratif
- Izioum
- 2e Kharkiv
  - Balaklia
  - 1re Koupiansk
  - Chevtchenkove
- 3e Kharkiv

Nord du Donbass:
- Starobilsk
- Sloviansk
  - Dovhenke
  - 1re Lyman
  - Sviatohirsk
  - Bohorodychne et Krasnopillia
  - Bombardements : Bilohorivka
  - Kramatorsk
- Sievierodonetsk
  - Kreminna
  - Donets
  - Roubijné
  - Popasna
  - Tochkivka
  - Massacre
- Lyssytchansk
- 2e Kharkiv
  - Balaklia
  - 1re Koupiansk
  - Chevtchenkove
  - 2e Lyman
- Oblast de Louhansk
  - Ligne Svatove-Kreminna
  - Serebryansky
  - 2e Koupiansk

 Centre du Donbass:
- Horlivka
- Popasna
- Svitlodarsk
- Bakhmout
  - Soledar
- Siversk
- Tchassiv Iar
- Toretsk

Sud du Donbass :
- Volnovakha
- Marioupol
  - Bombardements : de l'hôpital
  - du théâtre
  - de l'école d'art
- Pisky
- Vouhledar
  - Pavlivka
- Marïnka
- Contre-offensive de 2023
- Avdiïvka
- Novomykhaïlivka
- Pokrovsk
  - Krasnohorivka
  - Toretsk
- Bombardements :
- Makiïvka
- Donetsk

Campagne du Sud (Mykolaïv, Kherson, Zaporijjia)
- 1re Kherson
- Odessa
- Melitopol
- Mykolaïv
  - Bombardements : à fragmentation
  - du bâtiment administratif
- 1re Berdiansk
- Zaporijjia
- Tchornobaïvka
- Enerhodar
- Voznessensk
- Houliaïpole
- Davydiv Brid
- 2e Berdiansk
- Nova Kakhovka
- 2e Kherson
  - Doudtchany
- Dniepr
- Tchoulakivka
- Contre-offensive de 2023
  - Robotyne

Frappes aériennes dans l'Ouest et le Centre de l'Ukraine
- Lviv (02/2022)
- Vinnytsia (03/2022)
- Yavoriv (03/2022)
- Deliatyne (03/2022)
- Dnipro

Guerre navale
- Île des Serpents (02/2022)
- Moskva (04/2022)

Attaques en Crimée
- Novofedorivka (08/2022)
- Djankoï (08/2022)
- Pont de Crimée (10/2022)
- Base navale de Sébastopol (10/2022)
- Pont de Crimée (07/2023)
- Base navale de Sébastopol (09/2023)

Débordement
- Aéroport de Millerovo
- Sabotages en Russie
- Attaques en Transnistrie
- Sabotage des gazoducs Nord Stream
- Terrain d'entraînement militaire de Soloti
- Explosions en Pologne
- Bases aériennes de Dyagilevo et Engels-2
- Base aérienne de Minsk-Matchoulichtchi
- Crise russo-moldave de 2023
  - Accusations de tentative de coup d'État en Moldavie
- Incident de drone de 2023 en mer Noire
- Rébellion du groupe Wagner

Massacres
- Tchernihiv
- Boutcha
- Borodianka
- Olenivka
- Izioum

Les attaques de l'oblast de Belgorod et de l'oblast de Koursk sont une série d'incursions frontalières menées sur le territoire russe en 2023 et 2024, dans le cadre de l'invasion de l'Ukraine par la Russie. Elles sont effectuées par des groupes armés de Russes s'opposant à Vladimir Poutine et combattant aux côtés de l'Ukraine.
La première attaque survient le 22 mai 2023 lorsque les autorités russes déclarent qu'un groupe ukrainien armé de sabotage et de reconnaissance a traversé la frontière dans l'oblast de Belgorod. Deux groupes de partisans de l'opposition russe fidèles à la déclaration d'Irpin, la Légion pour la liberté de la Russie et le Corps des volontaires russes, attaquent plusieurs cibles dans le raïon de Graïvoron, dans le but de créer une zone démilitarisée, à Belgorod, pour protéger l'Ukraine des assauts russes. La Légion de la liberté de la Russie affirme que ses groupes de combat prennent le contrôle temporairement de plusieurs villes frontalières du district,.
En réponse, une opération de « contreterrorisme » est imposée dans la région par le gouverneur Gladkov, pour combattre l'incursion et les activités partisanes. Il s'agit de la plus grande incursion de ce type depuis le début de l'invasion russe de l'Ukraine.
Le 1er juin, une seconde attaque commence près de la vile russe de Chebekino.
Le 12 mars 2024, une nouvelle incursion de plus grande ampleur a lieu en plusieurs points de la frontière, se poursuivant jusqu'à l'élection présidentielle russe du 15 mars.

## Contexte
Plusieurs attaques en Russie occidentale, principalement dans les oblasts de Briansk, Koursk et Belgorod, sont signalées depuis le début de l'invasion russe de l'Ukraine, qui débute le 24 février 2022. La Russie accuse l'Ukraine d'en être responsable. Selon le Moscow Times, « l'Ukraine n'a pas revendiqué la responsabilité des attentats... tout en ne niant pas formellement être derrière eux ». Début février 2023, les autorités de l'oblast de Briansk affirment avoir renforcé la frontière avec l'Ukraine. Le gouverneur de l'oblast de Briansk (en), Alexander Bogomaz, publie des photos d'une réunion avec les « commandants du groupe protégeant la frontière », sur sa chaîne Telegram, et déclare que « le travail effectué sur la construction de structures de protection et de points forts a été très apprécié par le commandement des Forces armées russes ».

## Attaques

### 1erraid
Le 22 mai 2023, des images apparaissent sur les chaînes russes Telegram, montrant une apparente incursion militaire au poste de contrôle frontalier, dans le raïon de Graïvoron, de l'oblast de Belgorod. Plus tard dans la journée, le gouverneur de Belgorod Viatcheslav Gladkov annonce via Telegram « qu'un groupe de sabotage et de reconnaissance militaire ukrainien » est entré dans le raïon, affirmant que les forces russes « prenaient les mesures nécessaires pour éliminer l'ennemi ». Le gouverneur affirme qu'il y a un certain nombre d'explosions et d'attaques de drones, sur les communautés de la région. Le chef adjoint de l'administration municipale de Graïvoron et deux secouristes auraient été blessés dans l'attaque qui endommage la mairie.
La Légion de la liberté de la Russie et le Corps des volontaires russes revendiquent la responsabilité de l'incursion, annonçant que les deux organisations travaillent ensemble et qu'elles ont « libéré » les villages de Kozinka (en), Gora-Podol (en), Glotovo (ru). En outre, elles affirment que leurs unités ont atteint la capitale du district local de Graïvoron. Les chaînes Telegram proguerre russes donnent un récit différent, rapportant que des combats ont lieu à Kozinka, mais que le village n'a pas été pris. De plus, des combattants du Corps des volontaires russes affichent des photos de leurs membres, devant les panneaux routiers des colonies de Lioubimovka (ru) (Briansk), Bezlioudovka (en) (Belgorod) et Tchoubkovitchi (en) (Briansk).
Des sources ukrainiennes font circuler une photo montrant trois soldats participant à l'incursion, proclamant une soi-disant « république populaire de Belgorod » et tenant un drapeau de la prétendue république. Cette annonce de la création d'une supposée entité constitue une satire des événements du Donbass de 2014 qui ont conduit à la proclamation des républiques populaires prorusses de Donetsk et de Lougansk. Cette annonce est fortement reprise sur les réseaux sociaux ukrainiens,.
Le 22 mai 2022, le Service fédéral de sécurité russe (FSB) déclenche le « régime légal de zone d’opération antiterroriste », dans l'oblast de Belgorod.
Dans la nuit du 22 au 23 mai, selon plusieurs vidéos et photos, les locaux de FSB à Belgorod sont touchés par une attaque de drone, à plus de 80 km de la ligne de front. La BBC confirme les vidéos, sans pour autant établir avec certitude la cause de l'attaque. Le gouverneur déclare qu'un civil est tué et que le drone qui mène l'attaque est abattu.
Le 23 mai 2023, la Russie dit avoir « écrasé » et « repoussé » les combattants, au terme d'une opération ayant mobilisé l'aviation et l'artillerie. Le ministère russe de la Défense affirme que plus de 70 combattants « ukrainiens » sont tués, sans communiquer sur ses propres pertes ni évoquer de prisonniers.
Ce même jour, à midi, le gouverneur de l'oblast affirme que les populations déplacées des neuf villages peuvent retourner chez elles, et à 17 h le régime déclenché la veille par le FSB est levé.
Dans la fin de journée, le Corps des volontaires russes poste une photo de combattants posant devant le panneau d'entrée du village de Gogolevka, dans l'oblast de Koursk. Le journal russe Readovka déclare que des forces antigouvernementales russes entrées dans le village de Bougoun-Gorodok, dans le raïon de Borissov dans l'oblast de Belgorod.
Le 24 mai 2023, Denis Kapoustine, fondateur du Corps des volontaires russes, admet devant des journalistes que ses hommes se sont finalement retirés. Il assure toutefois que l'incursion de Belgorod fait partie d'une opération « comportant plusieurs phases ». Niant le bilan avancé par le ministère de la Défense russe, Kapoustine affirme que le Corps des volontaires russes ne compte que deux morts et dix blessés. Il affirme également considérer cette offensive comme un succès.

### 2eraid
Le 9 juin 2023, des bombardements ont lieu sur la ville de Chebekino ce qui entraine la fuite de la population vers Belgorod,.
Le 5 juillet 2023, les gouvernements de Koursk et de Belgorod font toujours le signalement de bombardements partant selon eux de l'Ukraine. Les villes de Valouïki et Tetkino sont touchées.
La Russie affirme avoir repoussé, le 28 septembre 2023 une attaque d'un groupe de sabotage ukrainien infiltré dans les villages de Staroselye (ru) et Terebreno situés dans la zone frontalière de l'oblast de Belgorod
Le 17 décembre 2023, de nouvelles incursions ont lieu sur le territoire russe dans l'oblast de Belgorod ; le gouverneur de l'oblast, Vyatcheslav Gladkov, confirme des combats autour de Terebreno.

### 3eraid: incursions de mars 2024
Le 12 mars 2024, une force pro-ukrainienne composée de la Légion, du Corps des volontaires russes et du bataillon Sibir, pénètrent dans les oblasts de Belgorod et de Koursk. Selon le FSB, les pertes (adverses) résultantes de la bataille comprennent une centaine de soldats, six chars, un canon automoteur français CAESAR et 20 véhicules blindés. La Légion revendique le contrôle du village de Tetkino, dans l'oblast de Koursk, qui sera laissé quelque temps après. Le 13 mars, les groupes antigouvernementaux russes déclarent qu'en raison des bombardements continus sur les villes ukrainiennes, ils sont « obligés d'infliger des dégâts » sur le territoire russe, tout en appelant les citoyens à évacuer les zones concernées. Alexeï Baranovsky (membre de la légion), estime qu'à l'avenir, le groupe aura l'intention d'avancer vers Moscou ; cet objectif pourra être atteint (selon lui) si le nombre de personnels est augmenté. Le 14 mars, plusieurs groupes de combattants tentent à nouveau de franchir la frontière dans les régions de Belgorod et de Koursk. Selon des chaines militaires russes, des saboteurs auraient atterri dans le village de Kozinka, dans l'oblast de Belgorod, à l'aide d'un hélicoptère. Le gouverneur de la région fait état d'importantes destructions dans le village et déclare l'évacuation des habitants. Le ministère russe de la Défense annonce, à la suite d'un affrontement près de Kozinka, l'élimination d'environ 50 saboteurs.
De nouvelles attaques sur la région de Belgorod le 23 mars 2024 font deux civils tués et sept blessés.

### 4eraid
Le 6 août 2024, une offensive de la part de troupes ukrainiennes est lancée sur des positions russes dans l'Oblast de Koursk.

## Implication ukrainienne
Les responsables russes insistent sur le fait que les combattants impliqués représentent des « formations nationalistes ukrainiennes ». Cependant, les responsables ukrainiens nient toute implication directe des Forces armées ukrainiennes dans l'incursion, affirmant à la place que tous les combattants sont des citoyens russes.
La Légion de la liberté de la Russie est décrite comme « opérant sous l'égide » de la Légion internationale de l'Ukraine. Cependant, les responsables ukrainiens déclarent que la Légion pour la liberté de la Russie fait « partie des forces de défense et de sécurité » lorsqu'elle s'engage dans des activités en Ukraine, tout en étant indépendante de l'Ukraine à l'extérieur du pays.
Selon BBC News, il est peu probable que l'incursion ait été faite sans l'aide des services de renseignement militaire ukrainiens, et cela pourrait jouer dans les récits du gouvernement russe selon lesquels la Russie est attaquée par des forces soutenues par l'Occident.

## Réactions

### Ukraine
Selon le porte-parole de l'Agence de renseignement militaire ukrainienne (HUR), Andriy Yusov, le 22 mai, le Corps des volontaires russes et la Légion de la liberté de la Russie lancent une opération pour « libérer des territoires » et créer un couloir de sécurité pour protéger les civils ukrainiens. De plus, la force de frappe serait composée uniquement de citoyens russes,. L'assistant principal du président ukrainien, Mykhaïlo Podoliak, déclare que l'Ukraine suit la situation avec intérêt, mais qu'elle n'est pas impliquée dans ce conflit, que « les chars sont vendus dans n'importe quel magasin militaire russe » et que les combattants sont des citoyens russes qui font partie de groupes de guérilla clandestins.

### Russie
Le 22 mai, le porte-parole du Kremlin, Dmitri Peskov, qualifie l'attaque de tentative de l'Ukraine « de détourner l'attention de la direction de Bakhmout et de minimiser l'effet politique de la perte de Bakhmout pour la partie ukrainienne ». Il déclare également que le président russe, Vladimir Poutine, est informé de cet incident.
Le 24 mai, le ministre de la Défense russe, Sergueï Choïgou, indique que Moscou répondra de manière « extrêmement ferme » à de nouvelles incursions armées.

### États-Unis
Le porte-parole du département d'État américain, Matthew Miller, déclare que si les États-Unis « ne permettent ni n'encouragent les attaques en dehors des frontières de l'Ukraine, c'est la Russie qui a lancé cette guerre » et donc « c'est à l'Ukraine de décider comment elle veut mener ses opérations militaires ». Il reconnaît également les informations « circulant sur les réseaux sociaux et ailleurs » selon lesquelles des armes fournies par les États-Unis ont été utilisées dans l'attaque, mais déclare que les États-Unis sont « sceptiques à l'heure actuelle quant à la véracité » de ces informations[réf. nécessaire].

## Autres réactions

Le drapeau de la « république populaire de Belgorod ».

Des sources ukrainiennes commencent à faire circuler une photo montrant trois soldats participant à l'incursion, proclamant une soi-disant « république populaire de Belgorod » et tenant un drapeau de la prétendue république. Des mèmes Internet sur la création d'une telle entité, une satire des républiques populaires prorusses de Donetsk et de Louhansk, apparaissent sur les réseaux sociaux ukrainiens à la suite de l'incursion.
Selon l'évaluation de l'ISW, l'espace informationnel des milbloggeurs russes réagit à l'incursion « avec [...] panique, factionnalisme et incohérence », conformément à ses réponses précédentes aux « chocs informationnels importants ». Le chef du groupe Wagner, Evgueni Prigojine, accuse le ministère russe de la Défense d'incompétence dans la défense de la Russie et de ses frontières.